# Aprionella
Aprionella is een kevergeslacht uit de familie van de boktorren (Cerambycidae). De wetenschappelijke naam van het geslacht werd voor het eerst geldig gepubliceerd in 1959 door Gilmour.

## Soorten
Aprionella is monotypisch en omvat slechts de volgende soort:
- Aprionella unicolor Gilmour, 1959